# Anja Johannsen
Anja K. Johannsen (* 1974) ist eine Germanistin und Literaturvermittlerin. Sie war Geschäftsführerin und Programmleiterin des Literarischen Zentrums Göttingen.

## Leben
Johannsen studierte Germanistik und Philosophie in Berlin, Dublin, Providence (USA) und Freiburg im Breisgau. Sie wurde 2007 mit einer Arbeit über W. G. Sebald, Anne Duden und Herta Müller promoviert. Sie übersetzte und lektorierte für in- und ausländische Verlage und publizierte zu deutsch- und englischsprachiger Gegenwartsliteratur. Sie unterrichtete an den Universitäten in Berlin, Hamburg und Paderborn und arbeitete von 2007 bis Anfang 2010 frei und vertretungsweise für das Literaturhaus Zürich. Von 2010 bis 2023 war sie Geschäftsführerin und Programmleiterin des Literarischen Zentrums.
Im Jahr 2021 wurde Johannsen in die Jury des Deutschen Buchpreises berufen. Seit 2023 arbeitet sie als Agentin bei Graf & Graf Literatur- und Medienagentur.

## Publikationen (Auswahl)
- Heinz Ludwig Arnolds „Gespräche mit Schriftstellern“: Handke, Grass, Hochhuth, in: T. Hoffmann/G. Kaiser (Hg.), Echt inszeniert. Interviews in Literatur und Literaturbetrieb, Paderborn 2014.
- To pimp our minds sachwärts. Ein Plädoyer für eine praxeologische Gegenwartsliteraturwissenschaft, in: TEXT+KRITIK Sonderheft, Die Zukunft der Literatur, München 2013.
- Stroh zu Gold oder Gold zu Stroh? Zur Ambivalenz öffentlicher Autorenlesungen, in: Ph. Theisohn/C. Weder (Hg.), Literaturbetrieb. Zur Poetik einer Produktionsgemeinschaft, Paderborn 2013.
- Hrsg. zs. mit M. Bierwirth und M. Zeman, Doing Contemporary Literature. Praktiken, Wertungen und Automatismen in der Forschung zur Gegenwartsliteratur, Paderborn 2012.
- Kisten, Krypten, Labyrinthe. Raumfigurationen in der Gegenwartsliteratur: W.G. Sebald, Anne Duden, Herta Müller, Bielefeld 2008.